# ラザロス・ランプルー
ラザロス・ランプルー（Lazaros Lamprou、1997年12月19日 - ）は、ギリシャ・カテリーニ出身のサッカー選手。SBVエクセルシオール所属。ポジションはFW。

## クラブ経歴
2018年8月31日、移籍市場閉幕直前にエールディヴィジのフォルトゥナ・シッタートに1シーズンのレンタルで加入した。加入直後は主に途中出場がメインだったが、10月21日のデ・フラーフスハップ戦で2ゴールをマーク。この試合を機にレギュラーの座を掴み、シーズン通算7得点8アシストと結果を残した。
2020年7月31日、FCトゥウェンテにレンタルされた。背番号は10番。
2022年8月31日、SBVエクセルシオールに2年契約で移籍した。